# Achatocarpus
Achatocarpus, biljni rod iz porodice Achatocarpaceae koji obuhvaća 9 vrsta drveća i grmova rasprostranjenih od Meksika do sjeverne Argerntine i Brazila.

## Vrste
1. Achatocarpus balansae Schinz & Autran
2. Achatocarpus brevipedicellatus H.Walter
3. Achatocarpus gracilis H.Walter
4. Achatocarpus hasslerianus Heimerl
5. Achatocarpus microcarpus Schinz & Autran
6. Achatocarpus nigricans Triana
7. Achatocarpus oaxacanus Standl.
8. Achatocarpus praecox Griseb.
9. Achatocarpus pubescens C.H.Wright